# Somera luzoensis
Somera luzoensis är en fjärilsart som beskrevs av Alexander Schintlmeister. Somera luzoensis ingår i släktet Somera och familjen tandspinnare. Inga underarter finns listade i Catalogue of Life.